# Monogamus
Genre
Monogamus est un genre de mollusques gastéropodes de la famille des Eulimidae. Les espèces rangées dans ce genre sont marines et parasitent des échinodermes ; l'espèce type est Monogamus entopodia.

## Systématique
Le genre Monogamus a été créé en 1976 par le zoologiste danois Jørgen G. Lützen (d).

## Description
La coquille larvaire mesure 0,4 mm.

## Distribution
Les espèces sont distribuées dans l'océan Pacifique, notamment à proximité des Tonga.

## Liste d'espèces
Selon World Register of Marine Species (17 août 2021) :
- Monogamus barroni (A. Adams, 1854)
- Monogamus entopodia Lützen, 1976
- Monogamus interspinea Lützen, 1976
- Monogamus minibulla (Olsson & McGinty, 1958)
- Monogamus parasaleniae Warén, 1980

## Publication originale
- (en) Jørgen Lützen, « On a New Genus and Two New Species of Prosobranchia (Mollusca), Parasitic on the Tropical Sea Urchin Echinometra mathaei », Israel Journal of Zoology, vol. 25, nos 1-2,‎ 1976, p. 38-51 (ISSN 0021-2210 et 2304-7976, lire en ligne).